# شهرستان گارفیلد (اکلاهما)
شهرستان گارفیلد، اکلاهما (به انگلیسی: Garfield County, Oklahoma) شهرستانی در ایالات متحده آمریکا است که در اکلاهما واقع شده‌است.

## خصوصیات
شهرستان گارفیلد ۲٬۷۴۵ کیلومترمربع مساحت دارد.